# Domingos da Costa e Oliveira
Domingos Augusto Alves da Costa Oliveira (31. července 1873 Lisabon – 24. prosince 1957 Lisabon) byl portugalský generál a politik.

## Kariéra
Generál Oliveira byl 21. ledna 1930 jmenován předsedou vlády Portugalska (předsedou rady ministrů) během období Ditadura Nacional (Národní diktatury), která předcházela Estado Novo (Novému státu). Jako konzervativec se stavěl proti všem pokusům obnovit demokracii, jako bylo neúspěšné vojenské povstání v dubnu a květnu 1931 na Madeiře a Azorských ostrovech. Popularita a politická role, kterou prokázal ministr financí António de Oliveira Salazar, ho vedla 25. června 1932 k rezignaci, aby byl nahrazen Salazarem, který si post premiéra udržel následujících 36 let.
V roce 1931 byl Oliveira vyznamenán Velkým křížem Vojenského řádu věže a meče a Velkým křížem Vojenského řádu avizského.